# Witiaziewo
Witiaziewo (ros. Витязево) – osiedle typu miejskiego w Rosji, w Kraju Krasnodarskim, nad Morzem Czarnym.
Według danych z 2002 miejscowość zamieszkują głównie Rosjanie (53%), Grecy (33,3%) i Ormianie (6%).